# Alda Moreno
Alda Moreno León (Ciudad de México, 6 de marzo de 1974) es una luchadora profesional mexicana.

## Carrera
El 12 de enero de 1990, debutó como luchadora en la Arena Azteca Budokan, donde fue residente.
En 1993, se transformó en Mujer Tigre, pero estuvo ausente por una lesión en el cuello, y luego de regresar, trabajó con la EMLL.
En 1996, viajó a Japón y compitió en JDStar, donde formó equipo y tuvo un enfrentamiento con su hermana Esther. Desafió al Campeonato Mundial Superligero de la WWWA de Chaparita ASARI como la mujer enmascarada «Pequeña Azteca» en All Japan Women's Pro-Wrestling.
Después de regresar a Japón, se trasladó a AAA. Volvió a Japón y participó en Arsion con una máscara diferente.

## Vida personal
Moreno es miembro de una extensa familia de lucha libre fundada por su padre Alfonso Moreno, quien era luchador y promotor de lucha libre, y su madre, quien se hizo cargo de la promoción de la lucha libre en la Arena Azteca Budokan en Ciudad Nezahualcóyotl, Estado de México, después de la muerte de Alfonso Moreno. Sus hermanas, Esther, Cynthia y Rossy Moreno son o han sido luchadoras profesionales, al igual que su hermano, quien trabaja como El Oriental. El Hijo de Dr. Wagner Jr. es también su sobrino (hijo de Rossy).